# Radical 151
Le radical 151, qui signifie le haricot, est un des 20 des 214 radicaux chinois répertoriés dans le dictionnaire de Kangxi composés de sept traits.
Le caractère Unicode de 豆 est 8C46.

## Caractères avec le radical 151
| nombre de traits          | caractères |
| ------------------------- | ---------- |
| Sans trait supplémentaire | 豆         |
| 3 additional stroke       | 豇 豈      |
| 4 traits supplémentaires  | 豉         |
| 6 traits supplémentaires  | 豊 豋      |
| 8 traits supplémentaires  | 豌 豍 豎   |
| 10 traits supplémentaires | 豏         |
| 11 traits supplémentaires | 豐         |
| 13 traits supplémentaires | 豑         |
| 18 traits supplémentaires | 豒         |
| 20 traits supplémentaires | 豓         |
| 21 traits supplémentaires | 豔         |